# Broche Strickland
La broche Strickland (en anglais : Strickland Brooch) est une fibule anglo-saxonne du milieu du IXe siècle. Elle est conservée au British Museum.

## Histoire
La broche fait partie d'une série d'objets vendue aux enchères par Sotheby's en 1949 pour le compte d'une madame W. H. Strickland de Boynton Hall, près de Bridlington dans le Yorkshire. Son histoire avant cette date est inconnue, mais il est vraisemblable qu'elle ait fait partie de la collection de l'antiquaire William Strickland (en) (1753-1834). Un collectionneur américain remporte la mise, mais les autorités britanniques refusent d'accorder une licence d'exportation et c'est l'enchérisseur suivant, le British Museum, qui fait l'acquisition de la broche.

## Description
La broche Strickland, similaire en forme à la broche Fuller, se compose d'un disque d'argent de 11,2 cm de diamètre, avec des décorations en or et en nielle profondément incrustées. Ces décorations zoomorphes relèvent du style de Trewhiddle (en), attesté sur de nombreux objets en métal produits en Angleterre au IXe siècle.
La zone centrale, entourée d'un anneau où alternent cercles et losanges, se compose d'un grand quatre-feuilles et d'une croix centrale composée de quatre arcs de cercle. Les extrémités des arcs de cercle constituant le quatre-feuilles et la croix sont ornées de têtes d'animaux dont les yeux sont creux pour accueillir des perles de verre bleu (certaines ont disparu). D'autres animaux sont figurés dans les espaces délimités par les arcs de cercle.